# Symptomatic
Symptomatic è il secondo album degli Airlock, pubblicato nel 2004.

## Tracce
1. The Other Way – 5:53
2. I Am – 4:09
3. No Gain – 5:28
4. Before the Summertime – 5:50
5. Don't Let Them (Change You) – 4:21
6. Revealing Some Interest – 6:01
7. Dangerman – 5:03
8. Shape of Light – 5:46
9. Suffocated – 5:17
10. Shelter – 5:32
11. Two Dreams – 12:21